# Список губернаторов Западной Виргинии
Губернатор Западной Виргинии — глава исполнительной ветви власти штата и главнокомандующий его вооружёнными силами. Он отвечает за исполнение законов штата, в его полномочиях одобрение принятых законодательным собранием законопроектов или наложение на них вето, созыв законодательного собрания в любое время и, за исключением дел, судебное преследование по которым проводится Палатой делегатов, осуществление помилования и отсрочки смертной казни.
С тех пор, как появился штат Западная Виргиния, должность его губернатора занимали 33 человека в течение 35 сроков полномочий. Арч Альфред Мур и Сесил Андервуд переизбирались по разу не подряд. Шесть губернаторов прослужили два и более срока. Дольше всех прослужил Мор: три срока общей продолжительностью более двенадцати лет. Первый губернатор Артур Борман прослужил два срока подряд, подав в отставку за неделю до конца третьего. Дэниел Фарнсвэрт в то время был председателем Сената: заполнив оставшиеся семь дней срока Бормана, он остаётся губернатором, прослужившим меньше всех. Андервуд отличается тем, что является и самым молодым (34 года в начале его первого срока), и самым пожилым (74 года в начале его второго срока; 78 лет в конце его второго срока в 2001 году) губернатором, когда-либо избиравшимся и служившим в истории США.
Действующий губернатор — Эрл Рэй Томблин. Он вступил в должность 13 ноября 2011 года после победы на досрочных выборах 4 октября того же года. Томблин, будучи председателем сената штата, исполнял обязанности губернатора с 15 ноября 2010 года по 13 ноября 2011 года после отставки Джо Мэнчина ради полученного на выборах места в Сенате.

## Должность губернатора
Западная Виргиния первоначально была частью одной из 13 колоний — штата Виргиния. Во время Гражданской войны северо-западные округа Виргинии отделились и образовали новый штат, принятый в состав США 20 июня 1863 года. Ещё два округа Вирджинии — Беркли и Джефферсон — вошли в состав штата 10 марта 1866 года.
Кандидатом в губернаторы может стать гражданин США в возрасте 30 лет или старше, проживающий в Западной Виргинии не менее пяти лет к моменту инаугурации. Конституция штата, ратифицированная в 1872 году, предусматривает четырёхлетний срок полномочий губернатора, начинающийся в понедельник после второй среды января года, следующего за годом выборов. Первая редакция конституции Западной Виргинии указывала срок полномочий губернатора равным лишь двум годам.
Вице-губернатор в конституции штата не указан; если должность губернатора станет вакантной, его обязанности исполняет председатель сената штата. Если на момент вакантности срок губернатора останется недослуженным более чем на год, проводятся новые выборы; в противном случае остаток срока дослуживает председатель сената штата. Закон, принятый в 2000 году, присвоил председателю сената почётное звание вице-губернатора, но это звание на практике используется редко, и сроки полномочий председателя сената Западной Виргинии не соответствуют срокам полномочий губернатора. В том же законе указано, что по порядку преемственности следующим после председателя сената штата является спикер палаты делегатов, за ним — генеральный прокурор штата, аудитор штата и (в обратном порядке занятия должности) бывшие губернаторы, проживающие в штате во время вакантности.

## Список
Демократическая партия (21)
 Республиканская партия (15)
 Независимый (1) 
| №  | Портрет | Губернатор | Губернатор                      | Начало срока    | Конец срока     | Сроков |
| -- | ------- | ---------- | ------------------------------- | --------------- | --------------- | ------ |
| 1  |         |            | Артур Борман 1823—1896          | 20 июня 1863    | 26 февраля 1869 | 2+1⁄2  |
| 2  |         |            | Дэниел Фарнсвэрт 1819—1892      | 26 февраля 1869 | 4 марта 1869    | 1⁄2    |
| 3  |         |            | Уильям Стивенсон 1820—1883      | 4 марта 1869    | 4 марта 1871    | 2      |
| 4  |         |            | Джон Джейкоб 1829—1893          | 4 марта 1871    | 4 марта 1877    | 2      |
| 4  |         |            | Джон Джейкоб 1829—1893          | 4 марта 1871    | 4 марта 1877    | 2      |
| 5  |         |            | Генри Мэттьюз 1834—1884         | 4 марта 1877    | 4 марта 1881    | 1      |
| 6  |         |            | Джейкоб Джексон 1829—1893       | 4 марта 1881    | 4 марта 1885    | 1      |
| 7  |         |            | Эмануэль Уилсон 1844—1905       | 4 марта 1885    | 5 февраля 1890  | 1      |
| 8  |         |            | Аретас Флеминг 1839—1923        | 5 февраля 1890  | 4 марта 1893    | 1      |
| 9  |         |            | Уильям Маккоркл 1857—1930       | 4 марта 1893    | 4 марта 1897    | 1      |
| 10 |         |            | Джордж Уэсли Эткинсон 1845—1925 | 4 марта 1897    | 4 марта 1901    | 1      |
| 11 |         |            | Альберт Уайт 1856—1941          | 4 марта 1901    | 4 марта 1905    | 1      |
| 12 |         |            | Уильям Доусон 1853—1916         | 4 марта 1905    | 4 марта 1909    | 1      |
| 13 |         |            | Уильям Гласскок 1862—1925       | 4 марта 1909    | 4 марта 1913    | 1      |
| 14 |         |            | Генри Хэтфилд 1875—1962         | 4 марта 1913    | 4 марта 1917    | 1      |
| 15 |         |            | Джон Корнуэлл 1867—1953         | 4 марта 1917    | 4 марта 1921    | 1      |
| 16 |         |            | Эфраим Морган 1869—1950         | 4 марта 1921    | 4 марта 1925    | 1      |
| 17 |         |            | Говард Гор 1877—1947            | 4 марта 1925    | 4 марта 1929    | 1      |
| 18 |         |            | Уильям Конли 1866—1940          | 4 марта 1929    | 4 марта 1933    | 1      |
| 19 |         |            | Херман Камп 1877—1962           | 4 марта 1933    | 18 января 1937  | 1      |
| 20 |         |            | Гомер Холт 1898—1975            | 18 января 1937  | 13 января 1941  | 1      |
| 21 |         |            | Мэттью Нили 1874—1958           | 13 января 1941  | 15 января 1945  | 1      |
| 22 |         |            | Кларенс Медоуз 1904—1961        | 15 января 1945  | 17 января 1949  | 1      |
| 23 |         |            | Оки Петтсон 1898—1989           | 17 января 1949  | 19 января 1953  | 1      |
| 24 |         |            | Уильям Марленд 1918—1965        | 19 января 1953  | 14 января 1957  | 1      |
| 25 |         |            | Сесил Андервуд 1922—2008        | 14 января 1957  | 16 января 1961  | 1      |
| 26 |         |            | Уильям Уоллес Баррон 1911—2002  | 16 января 1961  | 18 января 1965  | 1      |
| 27 |         |            | Хьюлетт Смит 1918—2012          | 18 января 1965  | 13 января 1969  | 1      |
| 28 |         |            | Арч Альфред Мур 1923—2015       | 13 января 1969  | 17 января 1977  | 2      |
| 29 |         |            | Джей Рокфеллер род. 1937        | 17 января 1977  | 14 января 1985  | 2      |
| 30 |         |            | Арч Альфред Мур 1923—2015       | 14 января 1985  | 16 января 1989  | 1      |
| 31 |         |            | Гастон Кейпертон род. 1940      | 16 января 1989  | 13 января 1997  | 2      |
| 32 |         |            | Сесил Андервуд 1922—2008        | 13 января 1997  | 15 января 2001  | 1      |
| 33 |         |            | Боб Уайз род. 1948              | 15 января 2001  | 17 января 2005  | 1      |
| 34 |         |            | Джо Мэнчин род. 1947            | 17 января 2005  | 15 ноября 2010  | 1+1⁄2  |
| 35 |         |            | Эрл Рэй Томблин род. 1952       | 15 ноября 2010  | 16 января 2017  | 1+1⁄2  |
| 36 |         |            | Джим Джастис род. 1951          | 16 января 2017  | 13 января 2025  |        |
| 37 |         |            | Патрик Морриси род. 1967        | 13 января 2025  | Действующий     | 1      |

## Другие должности губернаторов
В этой таблице перечислены губернаторы, избиравшиеся в Конгресс. Все члены палаты представителей и сенаторы представляли Западную Виргинию. Никто из губернаторов Западной Виргинии не занимал других федеральных должностей.
* Должности, ради которых губернатор подал в отставку.
^ Должности, с которых губернатор подал в отставку.
| Губернатор                | Губернаторский срок | Палата представителей | Сенат | Источник |
| ------------------------- | ------------------- | --------------------- | ----- | -------- |
| Артур Борман              | 1863—1869           | —                     | *     | [ 14 ]   |
| Джордж Уэсли Эткинсон     | 1897—1901           | ✔                     | —     | [ 20 ]   |
| Генри Хэтфилд             | 1913—1917           | —                     | ✔     | [ 21 ]   |
| Мэттью Нили               | 1941—1945           | ✔                     | ^     | [ 22 ]   |
| Арч Альфред Мур (младший) | 1969—1977 1985—1989 | ✔                     | —     | [ 23 ]   |
| Джей Рокфеллер            | 1977—1985           | —                     | ✔     | [ 24 ]   |
| Боб Уайз                  | 2001—2005           | ✔                     | —     | [ 25 ]   |
| Джо Мэнчин                | 2005—2010           | —                     | *     | [ 26 ]   |

### Комментарии
1. ↑  Дробность сроков губернатора обозначает, что он покинул должность до конца срока из-за отставки, смерти и т. п.
2. ↑  Подал в отставку, чтобы баллотироваться на выборах в Сенат и победил.[14][15]
3. ↑  Будучи председателем сената штата, заполнил остаток срока предшественника.[16]
4. ↑  Джейкоб переизбрался на второй срок по условиям редакции конституции штата 1872 года, увеличившей срок полномочий губернатора с двух до четырёх лет.
5. ↑  Джейкоб был избран на первый срок как член Демократической партии, а на второй — как независимый политик.
6. ↑  Не переизбирался на второй срок в 1888 году, а остался в должности до окончания расследования по оспоренным итогам выборов.[17][18]
7. ↑  Подал в отставку ради полученного на выборах места в Сенате.
8. ↑  Будучи председателем сената штата, исполнял обязанности губернатора с 15 ноября 2010 по 13 ноября 2011 года, когда прошла его губернаторская инаугурация после победы на досрочных выборах[англ.] 4 октября 2011 года.[8][11]